# Умуткерский сельский округ
Умутке́рский се́льский окру́г (каз. Тоғызқұдық ауылдық округі, ранее — Баба́евский сельсове́т) — административная единица в составе Бухар-Жырауского района Карагандинской области Казахстана. Административный центр — село Умуткер.

## Состав
| № | Населённый пункт | Тип населённого пункта       | Код КАТО  | Географические координаты       | Население, чел. (2021 г.) |
| - | ---------------- | ---------------------------- | --------- | ------------------------------- | ------------------------- |
| 1 | Тортколь         | село                         | 354037200 | 50°26′39″ с. ш. 74°24′10″ в. д. | ↘93                       |
| 2 | Ульга            | село                         | 354037300 | 50°19′24″ с. ш. 74°05′36″ в. д. | ↘68                       |
| 3 | Умуткер          | село, административный центр | 354037100 | 50°21′59″ с. ш. 74°16′48″ в. д. | ↘693                      |

## Население
| Численность населения | Численность населения | Численность населения | Численность населения |
| 1989                  | 1999                  | 2009                  | 2021                  |
| --------------------- | --------------------- | --------------------- | --------------------- |
| 2444                  | ↘2121                 | ↘1255                 | ↘854                  |